# Revelation Records
La Revelation Records è un'etichetta discografica indipendente specializzata in hardcore punk, in particolare New York hardcore, con sede a Huntington Beach.

## Storia
L'etichetta fu fondata nel 1987 da Jordan Cooper insieme a Ray Cappo degli Youth of Today, con l'intenzione inizialmente di pubblicare solo il 7" dei Warzone Lower East Side Crew. In quell'anno l'etichetta pubblicò tre altri lavori tra cui Can't Close My Eyes dei Youth of Today, già pubblicato in precedenza da Positive Force Records.
Cappo lasciò l'etichetta nel 1988 per concentrarsi sugli Shelter e per fondare due etichette, la Equal Vision Records (che sarà in seguito venduta a Steve Reddy, roadie dei Youth of Today), e la Supersoul Records.
La Revelation Records è considerata una delle etichette più importanti nella nascita del movimento youth crew all'interno della scena hardcore di New York, che in un qualche modo fece da anello di congiunzione tra le band storiche del movimento e quelle attuali. Tra le pubblicazioni più importanti dell'etichetta il singolo People of the Sun dei Rage Against the Machine, oltre ad album di Damnation A.D., Will Haven, Curl Up and Die e Himsa.

## Band passate e attuali[2]
- Battery
- Beth Lahickey
- Better Than a Thousand
- Blue Bird
- Bold
- Burn
- By a Thread
- Call Me Lightning
- Capital
- Chain of Strenght
- Christiansen
- CIV
- Curl Up and Die
- Dag Nasty
- Damnation A.D.
- Down to Nothing
- Drowningman
- Elliott
- End of a Year
- Engine Kid
- Explosion
- Fall Silent
- Farside
- Fastbreak
- Gameface
- Garrison
- Gorilla Biscuits
- Gracer
- Himsa
- Iceburn
- Ignite
- In My Eyes
- Inside Out
- Into Another
- Judas Factor
- Judge
- Kill Holiday
- Kiss It Goodbye
- Living Hell
- Mike Judge & Old Smoke
- Morning Again
- Mouthpiece
- Movie Life
- Nerve Agents
- New Found Glory
- No For an Answer
- Norman Brannon
- On the Might of Princes
- Orange 9mm
- Pitch Black
- Plot to Blow Up the Eiffel Tower
- Quicksand
- Rage Against the Machine
- Ray and Porcell
- Right Brigade
- Sensefield
- Shades Apart
- Shai Hulud
- Shelter
- Shook Ones
- Sick of It All
- Side By Side
- Since By Man
- Sinking Ships
- Slipknot
- Sparkmarker
- Speak 714
- State of the Nation
- Statue
- Supertouch
- Temper Temper
- Texas Is the Reason
- Thirty-Two Frames
- Twilight Transmission
- Underdog
- Warzone
- Where Fear and Weapons Meet
- Whirlpool
- Will Haven
- Youth of Today

## Compilation
- Generations: A Hardcore Compilation
- Revelation Records 2004 Collection
- Revelation 100: 15 Year Retrospective of Rare Recordings
- In-Flight Program
- Hardcore: The Way It Is
- New York City Hardcore 1987 - Together